# Senna didymobotrya
Espèce
Senna didymobotrya est une espèce de plantes à fleurs dicotylédones de la famille des Fabaceae, sous-famille des Caesalpinioideae. C'est un arbuste originaire d'Afrique tropicale. Il est appelé communément séné, arbre candélabre (en raison de la forme de ses inflorescences) ou Cassia popcorn en raison de ses boutons en forme de popcorn en éclosion. 

## Répartition et habitat
Il est originaire d'Afrique, où il peut être trouvé à travers le continent dans plusieurs types d'habitats.
Il est présent dans de nombreuses autres parties du monde pour utilisation en tant que plante ornementale, culture de couverture ou comme engrais vert. Dans certains endroits (Indonésie, Australie, Mexique, Californie, Floride et Hawaï), il est maintenant naturalisé dans la nature.

## Description

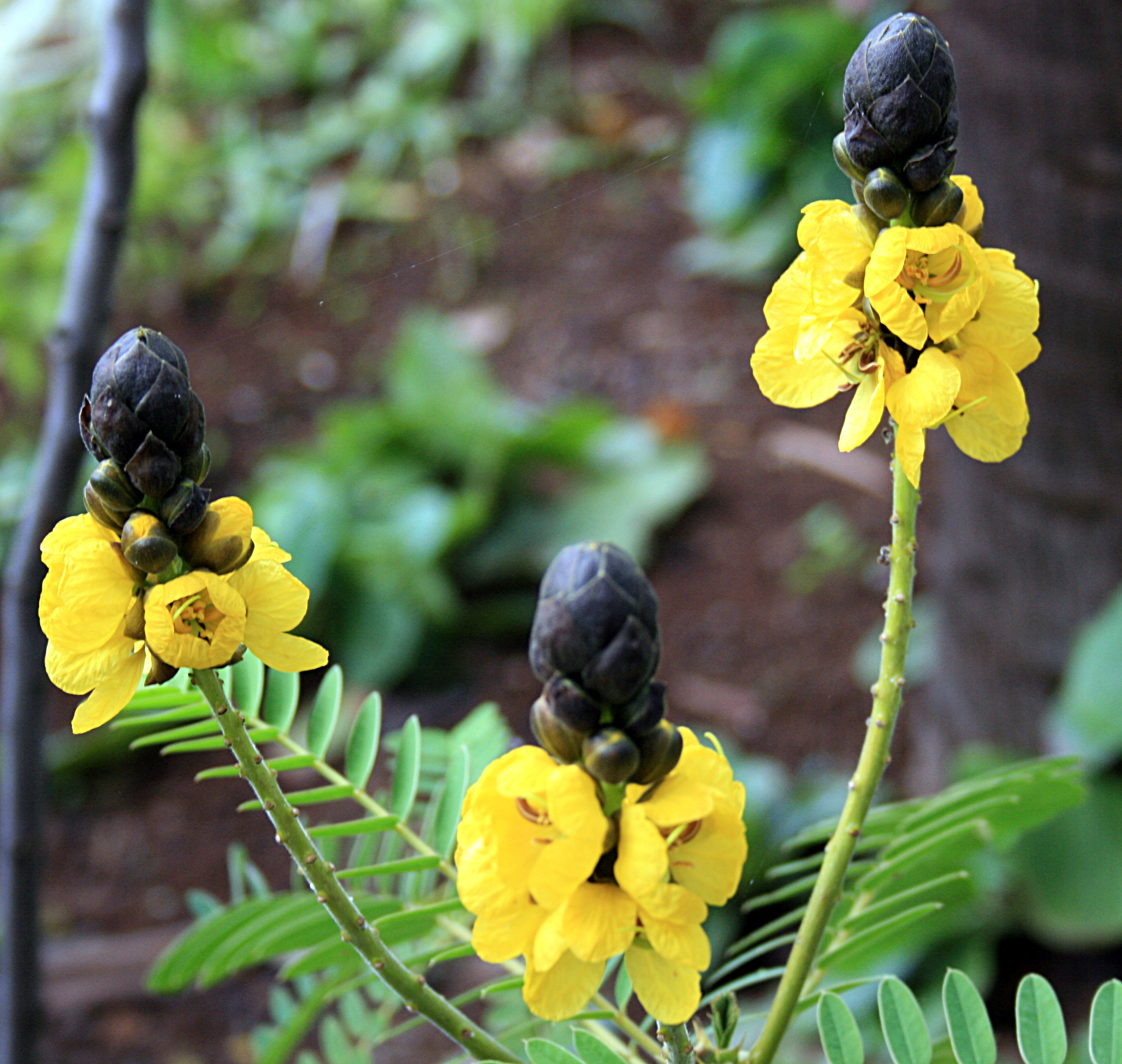
Fleurs jaunes et noires.

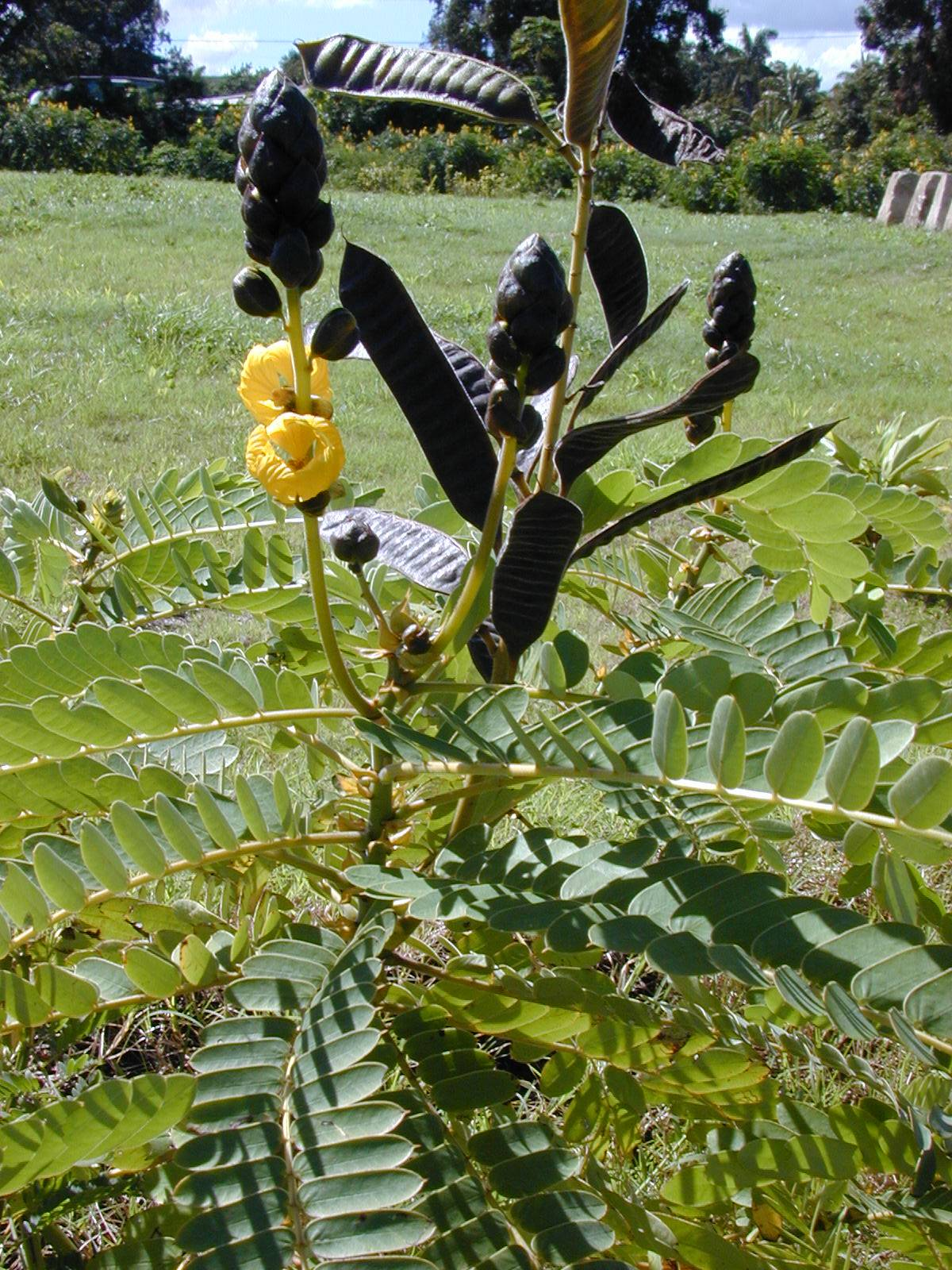
Gousses.

Senna didymobotrya est un arbuste à croissance rapide (3 m en 2 ans) pouvant mesurer jusqu'à 9 mètres dans son aire d'origine (Afrique tropicale).
Les feuilles vert clair mesurent jusqu'à 50 cm de long et sont constitués de plusieurs paires de folioles ovales allongées, chacune pouvant aller jusqu'à 6,5 cm de long. La plante a une odeur forte de cacahuète quand on froisse ses feuilles.
La plante fleurit abondamment en grappes de fleurs jaune vif au-dessus du feuillage. La grappe de fleurs a des fleurs ouvertes jaunes sur la partie inférieure et des bourgeons non ouverts noirs à la pointe créant ainsi un joli contraste.
La fleur a cinq pétales concaves de 1,5 à près de 3 centimètres de long. La fleur a dix étamines, généralement sept fertiles et trois staminodes stériles. Certains des étamines ont de grandes anthères mesurant un centimètre de long.
Le fruit est une gousse plate brune mesurant jusqu'à 12 centimètres de long, qui contient jusqu'à 16 graines d'un centimètre de long chacun ressemblantes à des haricots.
Ce séné est peu rustique (zone USDA 10-12) et ne supporte pas des températures négatives longues. En revanche, une fois installée, elle supporte bien la sécheresse et la taille.
La plante est toxique à forte dose. Au Kenya, certaines cultures l'utilisent pour préparer un type spécial de lait caillé qui est principalement utilisé pendant les festivités.